# Eurylaimides
Eurylaimides Seebohm, 1890 è un infraordine di uccelli passeriformi del sottordine dei Tyranni.

## Tassonomia
All'infraordine vengono in pratica ascritti tutti i suboscini del Vecchio Mondo più una singola specie americana, Sapayoa aenigma, con essi imparentata..
Comprende le seguenti famiglie:
- famiglia Eurylaimidae Lesson, 1831
- famiglia Pittidae Swainson, 1831

In passato veniva inclusa in questo raggruppamento anche la famiglia Calyptomenidae, attualmente classificata fra gli Eurylaimidae col rango di sottofamiglia (Calyptomeninae).